# Sbiancamento anale

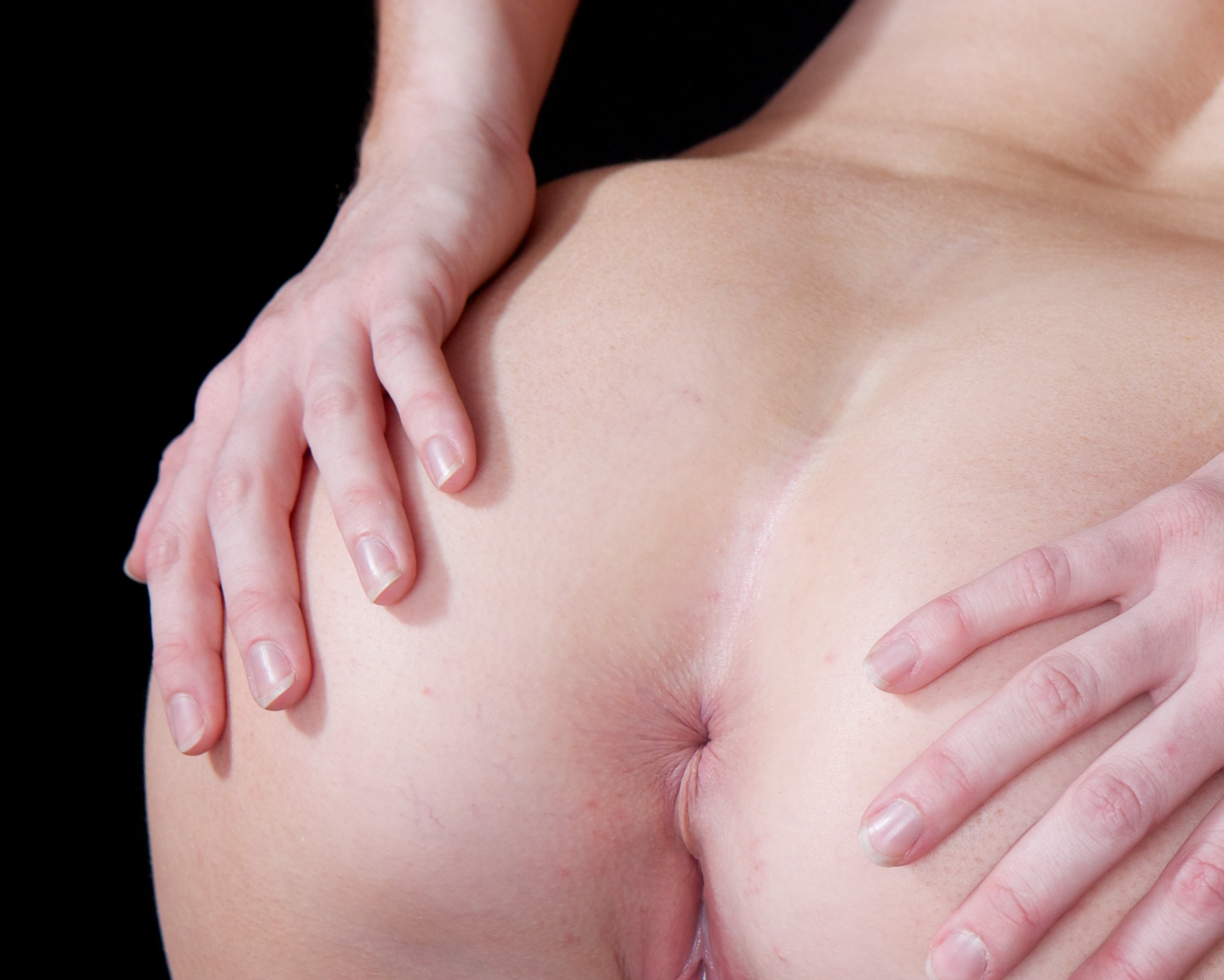
esempio di sbiancamento anale

Lo sbiancamento anale è il processo di sbiancamento del colore della pelle presente attorno all'ano. Viene fatta per scopi cosmetici e estetici, per rendere più uniforme il colore dell'ano a quello della pelle circostante. Alcuni trattamenti vengono applicati in un centro o salone estetico da un tecnico cosmetico tramite laser e altri trattamenti comprendono utilizzo di una apposita crema che può essere applicata autonomamente.
Ci sono diversi metodi per eseguire il suddetto processo. Il metodo più comune è quello di utilizzare semplicemente una lozione o un gel da applicare nell'area anale e genitale interessata che fa svanire gradualmente nel tempo l'area di derma più oscura. La maggior parte degli altri metodi che vengono utilizzati per sbiancare la pelle sono l'idrochinone, che viene usato per schiarire e uniformare la pelle e di solito questa sostanza si trova nei prodotti per uniformare il colore della pelle, la criochirurgia e con il trattamento laser.